# ジョージ・エンゲルマン

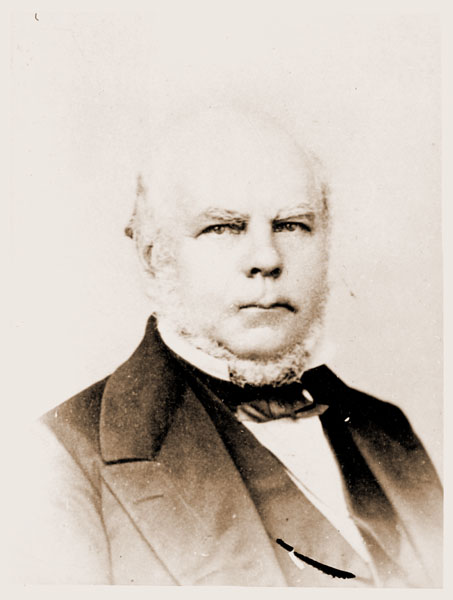
ジョージ・エンゲルマン

ジョージ・エンゲルマン（George Engelmann, 1809年2月2日 - 1884年2月4日）は、ドイツ生まれのアメリカ合衆国の植物学者である。ドイツ名はゲオルク・テオドール・エンゲルマン (Georg Theodor Engelmann)。当時あまり知られていなかった、北アメリカ西部（特にロッキー山脈、メキシコ北部）の植物を研究した。博物画家パウルス・レッター (Paulus Roetter) と協力した。

## 生涯
教育者ユリウス・ベルンハルト・エンゲルマンの息子としてフランクフルトに生まれた。叔父はアメリカのイリノイに移民してブドウ栽培のパイオニアとして成功した人物である。1827年にハイデルベルク大学に入学し医学を学んだ。1828年、政治活動する学生に加わってハイデルベルクを離れ、ベルリン大学などで学び、ヴュルツブルク大学から学位を得た。1832年に植物の形態に関する著書 De Antholysi Prodromus を出版した。1832年にはパリに旅して、アレクサンダー・ブラウン (Alexander Braun) やルイ・アガシーと交流した。
アメリカ行きを希望し、叔父の仕事を手伝うことにして、1832年にアメリカに渡った。土地の選択や購入の仕事の傍ら植物採集旅行を行い、フィラデルフィアに植物学者のトーマス・ナトール (Thomas Nuttall) を訪ね、セントルイスからミズーリ周辺の州の採集旅行を行った。1835年に叔父との仕事の契約が終わり、セントルイスに移住して医者を開業した。1840年にドイツに戻って結婚した後、再びアメリカに戻ってセントルイスに住み、医師の仕事を再開した。当時、アメリカ南部はフランスやドイツからの移民が多く、医業は繁盛した。医業のかたわら植物学の研究を続け、1842年にはネナシカズラに関する論文を発表し、植物学者としての評判を得た。1856年から1858年の間には休暇を取り、ハーバードの植物園でエイサ・グレイとともに植物研究を行った。家族とともにヨーロッパに帰り、植物研究や当時の有力なジョセフ・ダルトン・フッカー、アレクサンダー・ブラウンや、アントン・ド・バリー、ルドルフ・ルートヴィヒ・カール・ウィルヒョーらの学者との交流も行った。
1859年に、アメリカ・メキシコ国境のサボテンに関する著書 Cactaceae of the Boundary を出版し、アメリカの植物の分類学的研究をアメリカ芸術科学アカデミーや、自ら設立したセントルイス科学アカデミーで発表した。政府によって集められた標本は鑑定のためにエンゲルマンに送られるようになった。セントルイス科学アカデミーでは長く会長を務め、セントルイスの裕福なビジネスマン、ヘンリー・ショーの庭園「ショーズ・ガーデン」を充実させ、ミズーリ植物園とした。米国科学アカデミーの設立会員の一人でもある。
1861年に、ブドウの疾病を研究した先駆的な論文を発表した。この研究はフィロキセラ（Phylloxera, ブドウネアブラムシ）によるフランスでのブドウの疾病の発生に対して、フィロキセラに耐性のある品種をフランスにもたらすのに貢献した（19世紀フランスのフィロキセラ禍）。
植物学以外にも気象学や動物学の分野にも貢献した。Picea engelmannii, Pinus engelmannii, Opuntia engelmannii などの植物の種に献名されている。エンゲルマンの収集した標本はミズーリ植物園で保存され、ワシントン大学にヘンリー・ショー植物学校が設けられた。ワシントン大学にはエンゲルマンの業績を記念してエンゲルマン教授職がショーによって設立された。